# Puntas de Cinco Sauces
Puntas de Cinco Sauces est une localité uruguayenne du département de Tacuarembó.

## Localisation
Située à l'est du département de Tacuarembó, près de la source de l' arroyo Bañado de los Cinco Sauces, Puntas de Cinco Sauces est distante de 120 km de Tacuarembó (la capitale départementale) et de 29 km de la localité de Las Toscas de Caraguatá. On y accède par des chemins vicinaux depuis les kilomètres 328,5 et 244 de la route 26.

## Population
| 1996 | 2004 | 2011 |
| ---- | ---- | ---- |
| -    | 48   | 51   |

## Source
- (es) Cet article est partiellement ou en totalité issu de l’article de Wikipédia en espagnol intitulé « Puntas de Cinco Sauces » (voir la liste des auteurs).